# Convent de les Serves de Maria
El Convent de les Serves de Maria és una obra historicista de Mataró (Maresme) protegida com a bé cultural d'interès local. Es tracta d'un edifici religiós davant els jutjats nous, prop de la Riera. D'estil historicista, recull a la façana, malgrat la disposició asimètrica de les seves parts, els principals elements del renaixement més senzill però estilitzat, com portes i finestres. Guarda certa similitud amb l'edifici de la Universitat de Barcelona, però amb unes línies més sòbries. La façana de l'edifici és pràcticament del tot arrebossada, les pedres o carreus es troben a la base de l'edifici.
Sense cap canvi a nivell extern, l'edifici es conserva tal com el va projectar Jeroni Boada, el mestre d'obres mataroní. Per aquest motiu és una obra catalogada per l'ajuntament i, per tant, queden protegides la façana i els volums de l'edifici.